# Курт Петерсен (винахідник)
Курт Е. Петерсен (англ. Kurt E. Petersen; нар. 13 лютого 1948) — американський винахідник і підприємець, член Національної інженерної академії США. Він відомий насамперед своєю роботою з мікроелектромеханічними системами.

## Біографія
Петерсен отримав диплом бакалавра з електротехніки в Каліфорнійському університеті в Берклі у 1970 році. У 1975 році він здобув ступінь доктора економічних наук в Массачусетському технологічному інституті. Він створив дослідницьку групу з мікромашинобудування в IBM з 1975 по 1982 р., під час якої написав оглядовий документ «Кремній як механічний матеріал», опублікований в матеріалах IEEE (травень 1982). Ця стаття є висококваліфікованою роботою в галузі мікромашинобудування та мікроелектромеханічних систем (MEMS); станом на вересень 2017 року, Google Scholar повідомив про 7995 цитат.

## Кар'єра
З 1982 р. Петерсен є співзасновником шести успішних компаній у галузі технології MEMS "Transensory Devices Inc. в 1982 р., NovaSensor в 1985 р. (зараз належить GE), Cepheid в 1996 р. (нині публічна компанія NASDAQ: CPHD), SiTime у 2004 році (куплений MegaChips у 2014 році), Profusa у 2008 році (все ще приватний) та Verreon у 2009 році (придбаний Qualcomm). NovaSensor розробив недорогі мікрочастотні датчики артеріального тиску, використовуючи сипучу технологію мікромашини кремнію. Цефеїд використовував мікрофлюїдну технологію для швидкого виявлення ПЛР. У 2002 році Red Herring визнав його членом десятки кращих новаторів.
У 2011 році Петерсен приєднався до групи ангелів у Силіконовій долині, ангел-інвестиційної групи, яка наставляє та інвестує на ранніх стадіях, високотехнологічні, стартап-компанії. Станом на 2014 рік, до його обов'язків входить допомога та нагляд за технологіями стартап-компаній, що включає участь у Раді директорів інноваційних мікротехнологій. Він має унікальну візіонерську якість та передбачив потенціал технологій у суспільстві та галузі.

## Відзнаки
Він був обраний до Національної інженерної академії США у 2001 році за «внесок у дослідження та комерціалізацію мікроелектромеханічних систем (MEMS)» і отримав стипендію IEEE як визнання за його внесок "за піонерські внески та успішну комерціалізацію мікромеханічних систем ". Петерсен опублікував понад 100 робіт і отримав понад 35 патентів у галузі MEMS. У 2001 році він був нагороджений медаллю IEEE Саймона Рамо "За внесок у наукову техніку та мікроелектромеханічні системи (MEMS) та їх інтеграцію у системні програми.